# Voll mein Ding
Voll mein Ding ist ein Lied der deutschen Rapper KC Rebell und Summer Cem, in Kooperation mit dem deutschen Popsänger Adel Tawil. Das Stück ist Teil von Rebell & Cems Kollaboalbum Maximum.

## Entstehung und Veröffentlichung
Geschrieben wurde das Lied gemeinsam von Summer Cem, KC Rebell und Adel Tawil. Produziert wurde das Stück durch Juh-Dee. Das Mastering erfolgte durch 24-96 Mastering, unter der Leitung von Robin Schmidt. Voll mein Ding wurde unter dem Musiklabel Banger Musik veröffentlicht und durch Warner Music vertrieben. Die Erstveröffentlichung des Liedes erfolgte als Teil von Cem & Rebells Kollaboalbum Maximum am 25. Juni 2017.

## Hintergrundinformation
Bei Voll mein Ding handelt es sich um die zweite Zusammenarbeit zwischen Summer Cem, KC Rebell und Adel Tawil. Bereits drei Monate zuvor veröffentlichten die drei die Single Bis hier und noch weiter. Das Stück entstand für Tawils zweites Studioalbum So schön anders und erreichte Chartnotierungen in Deutschland, Österreich und der Schweiz.
In einem Interview mit Melissa Lee bei den VIVA Top 100 erklärte KC Rebell wie es zur erneuten Kollaboration mit Tawil kam: Tawil habe über sein Musiklabel Universal Music bei Rebell nach einem Featuring gefragt. Cem und Rebell machten dies für Tawils Album So schön anders woraus Bis hier und noch weiter hervorging. Das habe sich so ergeben, sie hätten alle Bock drauf gehabt das Ding zu Dritt zu machen und sie hätten als Austausch ein Featuring für ihr Album Maximum gemacht.

## Inhalt
„Was ein Tag! Ich bin meilenweit gelaufen,
wollt’ Spuren hinterlassen auf mei’m Tape.
Und ich hab’ es euch gesagt, keiner muss mir glauben,
ich weiß zu gut, was ich mache: mein Ding!
Und das genauso wie ich’s mag! (3×)
Was ein Tag! Ich bin meilenweit gelaufen,
wollt’ Spuren hinterlassen auf mei’m Weg.
Und das genauso wie ich’s mag!“

Der Liedtext zu Voll mein Ding ist in deutscher Sprache verfasst. Die Musik und der Text entstammen der gemeinsamen Arbeit von Summer Cem, KC Rebell und Adel Tawil. Musikalisch bewegt sich das Lied im Bereich des Raps und der Popmusik.
Aufgebaut ist das Lied auf zwei Strophen, einer Bridge sowie einem Refrain. Die erste Strophe wird von KC Rebell gerappt, darauf folgt der erste Refrain. Es folgt die zweite Strophe, die von Summer Cem gerappt wird und ein erneuter Refrain. Nach dem zweiten Refrain kommt eine Bridge, die wie alle Refrains von Tawil gesungen wird. Zum Abschluss folgt ein drittes Mal der Refrain.

## Musikvideo
Das Musikvideo zu Voll mein Ding feierte am 15. Juni 2017 auf YouTube seine Premiere. Zu sehen sind alle drei Interpreten die an verschiedenen Schauplätzen das Lied singen sowie Menschen verschiedensten Alters, Geschlecht und Herkunft, die alleine oder in Gruppen, an verschiedenen Schauplätzen zu dem Lied tanzen. Gegen Ende des Liedes versammeln sich alle und feiern zusammen zu dem Lied. Die Gesamtlänge des Videos beträgt 2:53 Minuten. Regie führte Shaho Casado. Produziert wurde das Musikvideo durch die Famefabrik. Bis heute zählt das Musikvideo über 7,3 Millionen Aufrufe bei YouTube (Stand: August 2025).

## Mitwirkende
| Liedproduktion - Summer Cem: Komponist, Liedtexter, Rap - Juh-Dee: Musikproduzent - KC Rebell: Komponist, Liedtexter, Rap - Robin Schmidt: Mastering - Adel Tawil: Gesang, Komponist, Liedtexter Musikvideo - Shaho Casado: Drehbuch, Drohne, Filmeditor, Kameramann, Regisseur - Francesco Distefano: Filmproduzent - Bilal Hadzic: Kameraassistent - Shaghayegh Shayesteh: Maskenbildner | Unternehmen - 24-96 Mastering: Tonstudio - Banger Musik: Musiklabel - Famefabrik: Filmproduzent (Musikvideo) - Warner Music: Vertrieb |

## Rezeption

### Rezensionen
Robin Schmidt vom deutschen Online-Magazin laut.de vergab für das Gesamtprodukt Maximum drei von fünf Sternen und kam bei dem Titel Voll mein Ding lediglich zu dem Statement: „Radiosingle“.
Marc Schleichert vom deutschsprachigen Musik-Portal hiphop.de beschrieb das Lied als „perfekten Soundtrack, um aus der Reihe zu tanzen“.

### Chartplatzierungen
Bei Voll mein Ding handelt es sich um keine offizielle Singleveröffentlichung, das Lied erreichte lediglich aufgrund hoher Downloads die Charts. In Deutschland erreichte das Lied in vier Chartwochen Position 34 der Singlecharts. Das Stück konnte sich fünf Tage lang in den Tagesauswertungen der deutschen iTunes-Charts platzieren und erreichte mit Position 49 seine höchste Notierung. In Österreich erreichte das Stück in einer Chartwoche Position 65 der Charts.
Für Summer Cem als Autor und Interpret ist Voll mein Ding der 13. Charterfolg in Deutschland und der sechste in Österreich. Für KC Rebell als Autor und Interpret ist dies der 27. Charterfolg in Deutschland und der zwölfte in Österreich. Für Tawil als Interpret ist dies sein 16. Charterfolg in Deutschland sowie sein elfter in Österreich. Als Autor erreichte er mit Voll mein Ding zum 31. Mal die deutschen Singlecharts und zum 16. Mal die Singlecharts in Österreich. Juh-Dee erreichte in seiner Tätigkeit als Musikproduzent hiermit zum 15. Mal die deutschen Charts und zum zwölften Mal die Charts in Österreich.